# Sacrificio humano

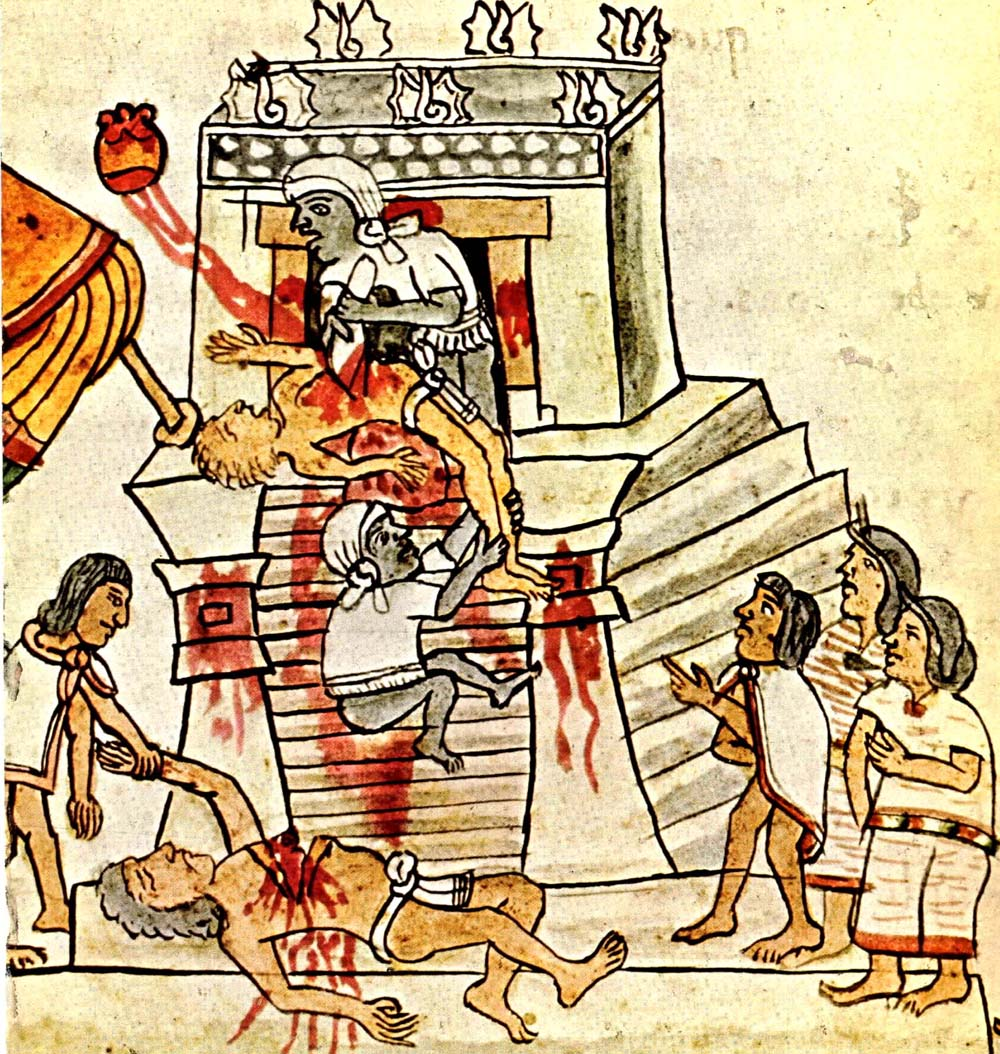
Sacrificios humanos ilustrados en el Códice Mendoza (siglo XVI). Para los aztecas, la extracción del corazón se veía como un medio para liberar el Istli y reunirlo con el Sol.

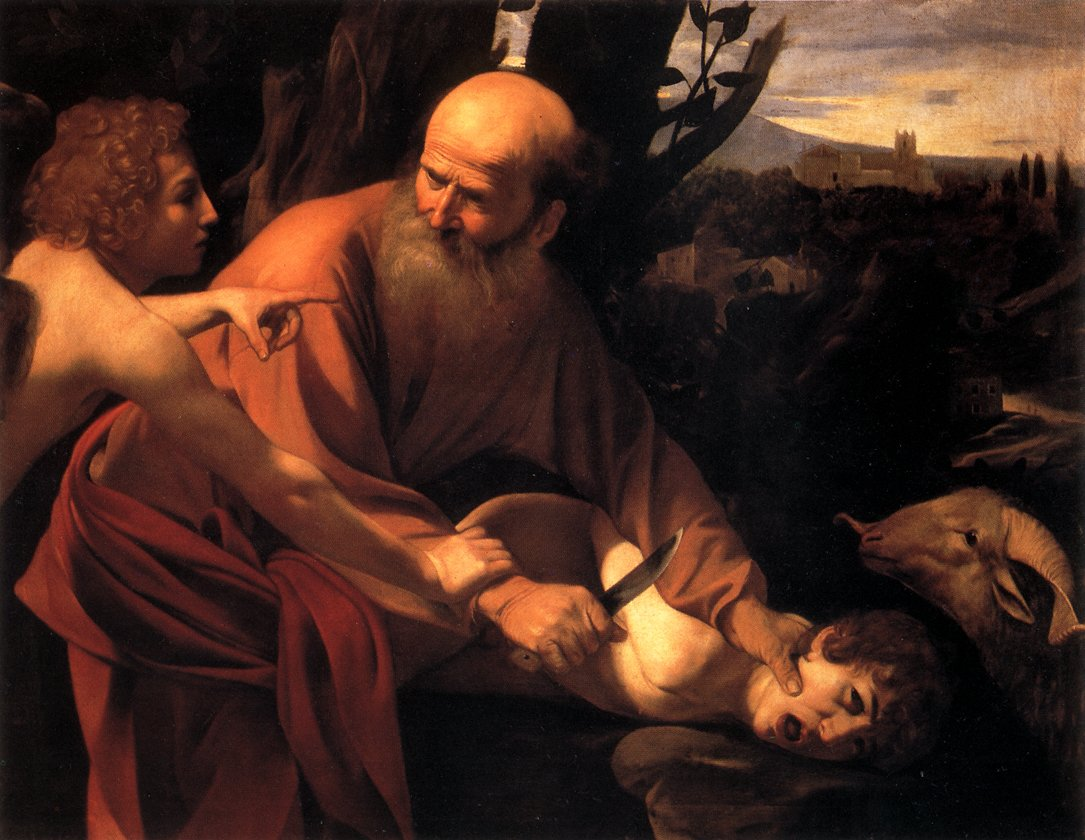
Abraham, a punto de sacrificar a su hijo Isaac, es interrumpido por un ángel, Caravaggio (1590-1610), Los Oficios, Florencia.

Los sacrificios humanos (del latín sacrificĭum, ("sacrum" + "facere"), significa hacer las cosas sagradas, actos de honra, entrega, a una divinidad) eran la ofrenda de un ser humano a una deidad en señal de homenaje o expiación. En sentido amplio, es toda muerte ritual de una o muchas personas a manos de un tercero o de una institución. Los sacrificios humanos fueron practicados en muchas culturas antiguas. Se mataba a las víctimas ritualmente de una forma que pretendía apaciguar o halagar a los dioses. 
Los sacrificios humanos fueron practicados en las religiones celtas de la Edad de Bronce y en los rituales relacionados con la adoración de los dioses en Escandinavia. Para los habitantes de la antigua Cartago, enemiga sempiterna de Roma, el sacrificio de infantes recién nacidos era también una manera de aplacar a sus dioses. 
La Biblia contiene también un relato sobre el intento de sacrificio de su hijo Isaac que Dios le pide a Abraham, siendo luego detenido por Dios mismo, al superar la prueba de fe.

## Sacrificios humanos en Antiguo Testamento de La Biblia
La Biblia condena los sacrificios humanos repetidas veces en el Antiguo Testamento (Deuteronomio 12,31; Deut. 18,10; Jeremías 7,31) en contraste con los dioses cananeos (Levítico), y no se limita solo a prohibirlo por ser culto a dioses ajenos, sino que lo prohíbe también cuando el sacrificio es para él (Deuteronomio). De hecho, las referencias a los sacrificios humanos a otros dioses responden más al deseo de subrayar la perversión de quienes los adoran, pues de lo contrario se habría condenado simplemente la idolatría, como se hace otras veces.[cita requerida]
El mismo Antiguo Testamento contiene un relato acerca de un sacrificio humano no consumado, cuando Dios ordena a Abraham ofrecerle en sacrificio a su hijo Isaac en un monte ceremonial (Génesis). Abraham se dirigió con Isaac hasta el monte sin decirle que él sería el sacrificado y luego de que este juntara la leña para el holocausto lo ató, lo puso sobre el altar y se dispuso a degollarlo con un cuchillo. En ese instante fue detenido por Dios quien le dice que no mate a su hijo porque «ya conozco que temes a Dios, por cuanto no me rehusaste tu hijo, tu único». 
Otro ejemplo de sacrificio humano en el Antiguo Testamento es el de la hija de Jefté. Jefté promete a Dios sacrificar en su honor, ofreciéndole la vida del primero salga a recibirle a su regreso si le ayuda a vencer a los amonitas (Jueces 11:31). Al regresar victorioso es su propia hija la que sale a recibirle y Jefté cumple su promesa de sacrificio a Yahve.(Jueces 11:39). El protagonista Jefté no es mostrado positivamente en el relato, sino como alguien impetuoso, que en otra acalorada respuesta en el capítulo siguiente provocó una guerra civil (Jueces 12:3-4). 
Algunos estudiosos afirman que el sacrificio solo era simbólico y realmente significaba que ella solamente sería apartada para servir en un tabernáculo (Éxodo) y no privarla de la vida tal como lo hacían los cananeos a sus dioses (Levítico); así, ella habría llorado su virginidad y no su muerte. Sin embargo, en un pasaje del Antiguo Testamento (Números) Dios le pide a Moisés que ejecute a todos los jefes del pueblo ante él, para que su ira sobre Israel se apacigüe. 
En el islam, de acuerdo con el relato que hace el Corán, es Ismael el heredero de Abraham y fue a él a quien estuvo a punto de sacrificar. La enseñanza del sacrificio del primogénito es considerada una imagen que habla acerca de entregar lo más preciado por amor y obediencia a Dios.
Algunos estudiosos consideran como un acto de complacer la voluntad de Dios, y por lo tanto una forma de sacrificios humanos, la práctica mencionada varias veces en el Antiguo  Testamento de cumplir la orden de Dios de matar a todos los habitantes de una ciudad, o variantes de la misma, como matar a todos los seres humanos pero no los animales, o solo los humanos, o solo los adultos. Al Rey Saúl se le quitó su reino por no cumplir esos procedimientos ordenados por Dios, entre otros actos de desobediencia. No obstante en algunas ocasiones conservaban a las mujeres vírgenes como botín de guerra o para poder tomarlas en matrimonio. Con el paso del tiempo los antiguos habitantes del reino norteño de Samaria se volverían al culto de los dioses fenicios llegando algunos, tal como fue el caso del rey Manasés, a sacrificar a sus hijos mediante fuego a Baal (2 Crónicas). En otros pasajes se sugiere que el pueblo judío ha confundido algunas instrucciones de Dios por el contacto con otros pueblos, llegando a negar que instrucciones atribuidas en Dios, incluso los complicados rituales que rodeaban a los sacrificios de animales en libros como el Levítico y el Deuteronomio, sean de origen completamente divino (Ez 20,24-26; Is 1,12; Os 8,13; Os 6,6)

## El sacrificio humano en el Nuevo Testamento
Los sacrificios en la Biblia, cambian del Antiguo al Nuevo Testamento. Cristo cambió la historia y en el Nuevo Testamento se mencionan los nuevos sacrificios, que dejan de ser de animales o humanos porque 1) “Cristo…se entregó por nosotros como ofrenda y sacrificio fragante para Dios.” (Efesios 5:2) y su conmemoración es ahora una gran ofrenda de sacrificio agradable a Dios. 
Adicionalmente algunos actos vida son los nuevos sacrificios: 2) “ofrezcamos a Dios un sacrificio de alabanza (Hebreos 13,15). 2) 3) “Hagan siempre el bien y compartan lo que poseen, porque esos son sacrificios agradables a Dios” (Hebreos 13:16). 4) “ofrecerse ustedes mismos como una víctima viva, santa y agradable a Dios” (Romanos 12,1). ^

## Sacrificios humanos en el Hinduismo
En el sacrificio humano se ha practicado en el hinduismo a lo largo de la Historia y se sigue practicando aun hoy en día en India, a pesar de ser ilegal. La justificación para esta práctica se encuentra en ciertos pasajes de los textos sagrados hindúes. En el capítulo 35 del Kalika Purana se dice que los sacrificios humanos son permisibles para complacer a los dioses, pero solo con el consentimiento del príncipe antes de una guerra o en casos de peligro inminente. El texto también establece que cualquiera que tenga una discapacidad física, sea pariente de un brahmán o "no esté dispuesto a ser sacrificado" no es apto para el ritual. Lawrence, Bruce (1976). Shahrastani on the Indian Religions.
De otro lado, en el Yogini Tantra se sanciona de manera explícita el sacrificio humano: "El fruto de un sacrificio humano es equivalente al de mil rinocerontes. Una ofrenda de un niño humano (nara kumara) es mejor que sacrificar cien lagartos" (2.7.162-164).Urban, Hugh (2001). «The Path of Power: Impurity, Kingship, and Sacrifice in Assamese Tantra». Journal of the American Academy of Religion. En India el sacrificio humano es ilegal pero se ha seguido practicando con regularidad.

 También se han registrado casos aislados de sacrificios humanos relacionados con el hinduismo en Nepal.

## Sacrificios humanos en el Antiguo Medio Oriente y en África
Existe evidencia de que el sacrificio humano fue practicado por diferentes culturas del Antiguo Oriente Próximo y Norte de África.
Durante el Predinástico y la I Dinastía, en las épocas más antiguas del Antiguo Egipto, se sacrificaron sirvientes y oficiales para que fueran sepultados junto con el faraón recién fallecido, de modo que pudieran servirle en el más allá.
Asimismo, nuevos estudios han probado la existencia de tales prácticas en el Próximo Oriente antiguo, los sacrificios humanos se llevaron a cabo desde al menos el X milenio a. C., alcanzando su punto álgido en la Edad del Bronce, con yacimientos como Ur, o Umm el-Marra
Por otro lado, la Biblia, además de diversas fuentes grecorromanas se refieren a los sacrificios de infantes realizados por ciertos pueblos, como cananeos, fenicios y algunos israelitas. Estos sacrificios habrían sido realizados mediante fuego, quemando a las víctimas para obtener el favor y la protección de los dioses. El mismo tipo de sacrificio ha sido adjudicado a los cartagineses, quienes eran descendientes de los fenicios. El Corán también menciona que el sacrificio humano habría sido practicado por algunos pueblos semitas preislámicos de la Antigüedad.
En los palacios reales de Abomey, en Benín, África Occidental (sitio reconocido por la UNESCO como patrimonio de la humanidad), se puede visitar un templo con la tumba de 42 esposas del rey Ghezo que, en 1858, al morir accedieron a ser sacrificadas para ser enterradas vivas con el monarca, luego de haber bebido un líquido que facilitara sus muertes.[cita requerida]

## Sacrificios humanos en la Europa Antigua
Los griegos, romanos, celtas, cretenses, vikingos y otros antiguos pueblos europeos, realizaron sacrificios humanos. Es célebre el caso de Agamenón, personaje de Esquilo, que, al partir para la guerra, para obtener vientos propicios de los dioses, decide sacrificar a su hija, Ifigenia, de belleza excepcional. Ifigenia es salvada en el último momento por la misma Artemisa y se le asigna el rol de sacerdotisa en uno de sus templos. Roma prohibió los sacrificios humanos en el año 97 a. C. e intentó imponer la prohibición en toda Europa con éxito diverso. Sin embargo, las prácticas romanas de sangrientas muertes circenses, constituyen un derivación de los sacrificios humanos que pasaron de manera diversa. También en el Imperio romano la extendida práctica de matar a los hijos no deseados (filicidio) se relacionaba con la patria potestas que autorizaba a los pater familias a «vender, matar, ofrecer a los dioses, subordinar a cualquier ocupación y devorar a los hijos».

## Sacrificios humanos en América Precolombina

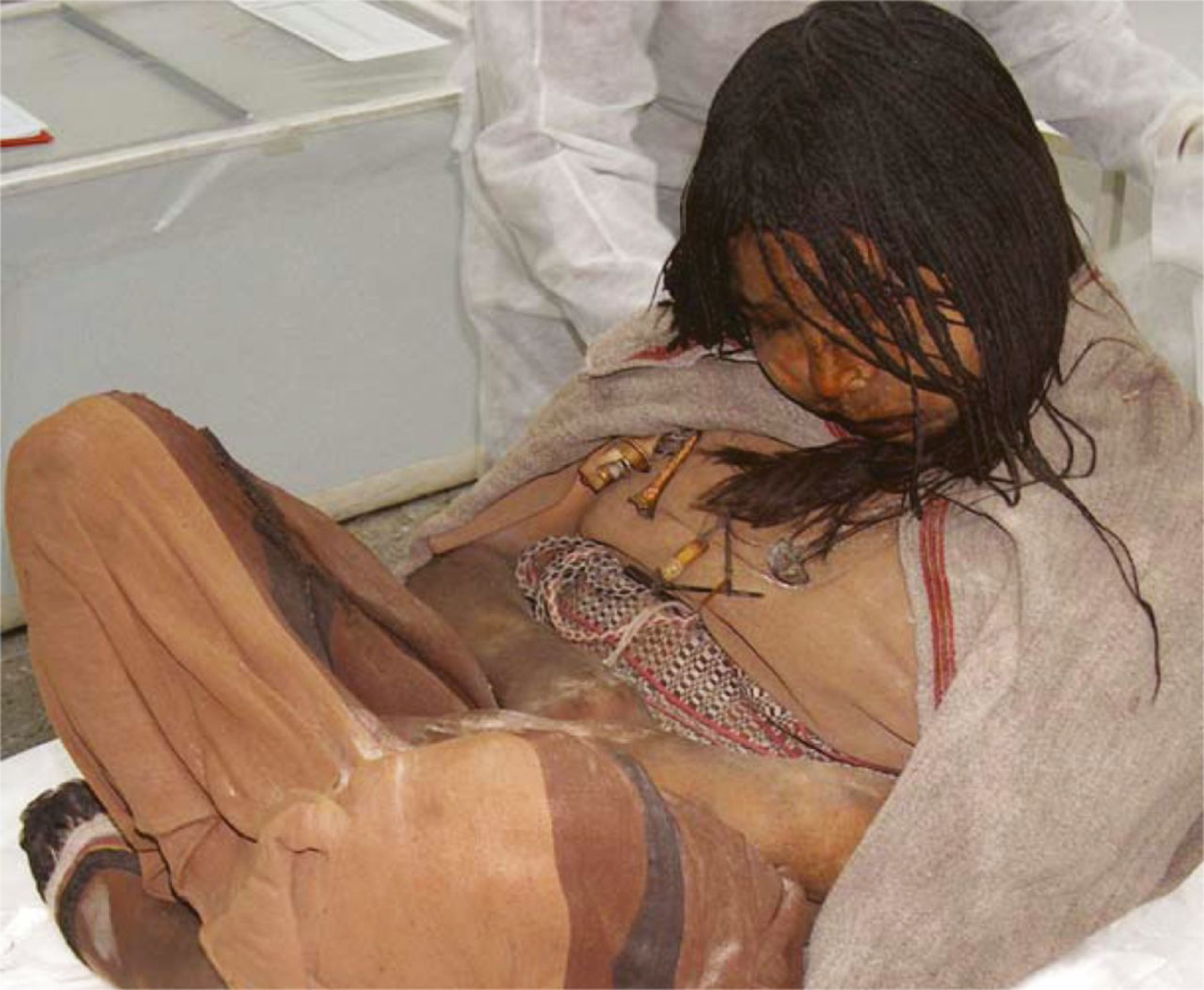
Niños incas sacrificados a 6739 en la cima del volcán Llullaillaco (Argentina/Chile).

### Aztecas
El sacrificio humano generalizado en las diversas teocracias del mundo mesoamericano está documentado tanto por los códices (Códice Magliabecchiano) como la iconografía precolombina en general, especialmente la azteca y las inscripciones mayas. En el códice puede apreciar para  cada uno de los 18 meses, los diferentes tipos de sacrificios humanos  aztecas.  
Adicionalmente existen los relatos de los conquistadores españoles, los misioneros y los hallazgos recientes en arqueología. Algunos autores como Pablo Moctezuma Barragán quisieran atribuir la evidencia a la mala fe de los conquistadores o ver en los códices representaciones simbólicas. Pero esta posición es considerada sin fundamento alguno por la mayoría de los historiadores y arqueólogos, como puede comprobarse en el número de septiembre de 2003 de la revista Arqueología mexicana, publicada como respuesta a la controversia sobre los sacrificios (Arqueología mexicana es la revista oficial del Instituto Nacional de Antropología e Historia de México).  Los hallazgos arqueológicos dan cuenta de la historicidad de los sacrificios. Ni siquiera los eruditos que más defienden la causa del indigenismo, como Miguel León-Portilla, niegan la historicidad del sacrificio humano en Mesoamérica, como se comprueba en el mencionado número de Arqueología mexicana (:14-15) pero critican el abordaje "amarillista" de muchas publicaciones. Más aún, al final de ese mismo artículo el erudito mexicano concluye su reflexión resaltando una analogía entre el sentido del sacrificio azteca y el de Jesucristo, cuando dice que en Mesoamérica se trataba de un "ofrecimiento que redime a los humanos de su destrucción cósmica" y que en el caso del cristianismo, "fundamento de la redención del género humano."

### Perú Antiguo
Los arqueólogos también han descubierto evidencia física de sacrificios humanos en el área andina, sobre todo en el Perú.
Mochicas
Los mochica, sociedad agrícola como todas las culturas precolombinas, adoraban las fuerzas de la naturaleza. Consideraban necesarios los sacrificios humanos para mantener el orden del mundo y frenar desastres, como por ejemplo los causados por el fenómeno de El Niño. El estudio de las imágenes en el arte mochica ha permitido reconstruir la más importante secuencia ceremonial. Ésta se iniciaba con un combate ritual y culminaba en el sacrificio de los vencidos en combate:
- El combate ritual: Se enfrentaban guerreros armados, con finos vestidos y adornos, expresando el carácter ritual de este combate. Éste consistía en un enfrentamiento cuerpo a cuerpo, en el que había que quitarle el tocado de la cabeza al contrario pero no matarlo. El objetivo del combate era conseguir víctimas para el sacrificio.

- El sacrificio: Los vencidos eran desvestidos y atados, y luego trasladados en procesión a la zona de sacrificio. Los cautivos son mostrados desnudos, aun fuertes y potentes sexualmente. En el templo, sacerdotes y sacerdotisas preparaban a las víctimas para el sacrificio. Las maneras de morir eran variadas, pero al menos uno de ellos moría desangrado. Su sangre era ofrecida a los dioses principales para complacerlos y aplacarlos.[24]

Incas
Debido a su escaso número por muchos años se creyó que los incas no hacían sacrificios humanos, siendo en la última década del siglo XX que empiezan a encontrar restos de este tipo. «Capac cocha» era la regular ceremonia inca de ofrendas, y dentro de ésta en alguna ocasión ocurría el sacrificio humano, generalmente de niños de la nobleza que eran sedados durante el ritual. Estos sacrificios no incluían cortes corporales y tras el ritual los cuerpos sin vida eran momificados.
Los sacrificios se hacían en o después de eventos importantes, como la muerte del Sapa Inca o durante una hambruna. Se escogía a los niños para ofrecérselos al nuevo gobernante inca para esta ocasión. Se cree que los niños elegidos tenían que ser físicamente perfectos: lo mejor que se le podía ofrecer a los dioses. Los niños eran adornados con ropa fina y joyería, para ser escoltados a Cuzco a fin de reunirse con el emperador, donde se realizaría un banquete en honor de los recién llegados. Entonces, el sumo sacerdote llevaría a las víctimas a la cumbre de la alta montaña, donde los sacrificaría ya sea por estrangulación o por golpe certero en la cabeza. Esto se consideraba hasta el descubrimiento de que en vez de sacrificarlos con un golpe, muchas veces se les daba coca y chicha, es decir que se embriagaba a los niños, y así quedaban dormidos hasta congelarse; los incas no creían en la muerte, sino en un pasaje hacia otra vida. Los misioneros escribieron copiosamente sobre el ritual, pero hasta finales del siglo XX no se halló evidencia arqueológica, pruebas que se han visto confirmadas a principios del siglo XXI.

## Sacrificio humano en Mesoamérica
El sacrificio humano era una práctica ritual difundida en toda Mesoamérica. La práctica ritual fue muy promulgada hasta la llegada de los españoles. La sangre es el alimento divino por excelencia. Al menos en diferentes culturas mesoamericanas: los dioses se alimentan de la sangre que obtienen de los sacrificios que los hombres ofrecen. En la religión mesoamericana los dioses necesitan ser alimentados, si no reciben alimento pierden su poder e incluso pueden morir. La sangre no solo sirve para alimentar a los dioses, sino para fortalecerlos y regenerarlos.

### Mexicas
En la cultura mexica toda actividad humana estaba influenciada por un profundo sentimiento religioso. Los rituales formaban parte esencial de la vida del hombre para poder comunicarse con los dioses. Los rituales se practicaban conforme al calendario Tonalámatl y variaban en forma, contenido y duración dependiendo de la divinidad invocada. El ritual guardaba la esencia primigenia de morir para nacer; de morir para satisfacer a los dioses. Había dos categorías de sacrificados: los cautivos de guerra y los que procedían de la misma comunidad. Por esa razón, las distintas víctimas eran elegidas según la deidad celebrada. El sacrificio humano más común consistía en extraer el corazón de una víctima; no solamente había varias técnicas para extraer el corazón sino que otros sacrificados eran flechados, quemados o encerrados en cuevas, prácticas que obedecían a motivos simbólicos y míticos vinculados a las deidades celebradas. 

## Sacrificios humanos en el antiguo Japón
En Japón, el tipo de sacrificio humano más común fue la práctica de enterrar viva a la víctima debajo de diques, puentes, y castillos al ser fundados, como una oración a los dioses.

## Sacrificios humanos en las Islas Canarias
Se trata de un rasgo muy poco conocido de los antiguos aborígenes canarios, pero se ha comprobado tanto arqueológicamente como por las crónicas que estos realizaban tanto sacrificios de animales como sacrificios humanos.
Béthencourt Alfonso habla de que «hubo tiempo en que inmolaron víctimas humanas en los altares isleños», mencionando la presencia de un sacriﬁcio de un niño durante el solsticio de verano. De hecho, los guanches de la isla de Tenerife tenían por costumbre arrojar por la Punta de Rasca a un niño vivo justo a la salida del sol en el solsticio de verano, en ocasiones estos infantes provenían de cualquier menceyato de la isla, incluso del menceyato más alejado de la Punta de Rasca, el de Anaga. De esto se deduce que era una costumbre común de toda la isla.
También en Tenerife se conocen otros tipos sacriﬁcios humanos asociados a la muerte del mencey o rey, donde hombres adultos se precipitaban al mar. Los embalsamadores que elaboraban las momias guanches, también tenían la costumbre de arrojarse al mar un año después de la muerte del mencey.
En Gran Canaria se han hallado huesos de niños mezclados con corderos y cabritos y en Tenerife han aparecido ánforas con restos de niños en su interior. Esto sugiere otro tipo de infanticidio ritual diferente a los que eran arrojados al mar.

## Especulaciones sobre el sacrificio
Entre las distintas razones que han existido para la práctica del sacrificio humano, parece haber las siguientes:
- Interés y buena fortuna: En la India, algunos adherentes del tantrismo creen que los sacrificios humanos a los dioses pueden cambiar su fortuna. Asimismo, el sacrificio que en los tiempos más antiguos acompañaba la inauguración de un edificio nuevo (un templo, un puente, una pirámide), podía tener dicho fin. Una leyenda china afirma que miles de personas fueron enterradas en la Gran Muralla.

- Apaciguamiento, obediencia no desagradar o mantener contenta una divinidad:

- Preservación de relaciones en el otro mundo: En el caso de sacrificios que acompañaban la muerte de un rey, de un gran sacerdote y de líderes en general, estos solían servir a dar compañía al difunto en el otro mundo. Los mongoles y varios monarcas mesoamericanos podían llevarse consigo a la tumba gran parte de su casa, incluyendo criados y concubinas.

- Adivinación: Un sacerdote intentaba predecir el futuro a partir de los miembros y órganos del cuerpo de un preso o de un esclavo sacrificado. Según Estrabón, los celtas apuñalaban a la víctima con una espada y adivinaban el futuro a partir de sus espasmos de muerte.

- Desastre natural: Las sequías, los terremotos, las erupciones volcánicas, entre otras catástrofes naturales fueron ampliamente considerados en la Antigüedad como una muestra de la cólera o del descontento de dioses. Los sacrificios eran realizados para apaciguar la ira divina. Los habitantes minoicos de la isla de Creta angustiados por una serie de terremotos intentaron detener la destrucción de su isla de esta manera, quedando como excepcional prueba el templo de Anemospilia donde un joven acababa de ser sacrificado cuando un nuevo seísmo destruyó el templo y mató a los oficiantes.

- Justicia y cultura del espectáculo: En un combate ritual u ordalía, la víctima era sacrificada en una lucha contra un guerrero, como si una justicia divina decidiera así quien debía triunfar. O bien, el sacrificio del perdedor en un juego o en una lucha era parte del interés del espectáculo, en Mesoamérica y el circo de Roma. Si bien que el juego de pelota en Mesoamérica estaba estrechamente ligado a la práctica de sacrificios humanos, se desconoce si se sacrificaba al perdedor, al ganador o a terceros. En la actualidad, la cultura del espectáculo suele producir todavía la muerte de personas en deportes y pasatiempos de alto riesgo como el boxeo, las corridas de toros, la acrobacia y las competiciones de récords o marcas. La pena capital impuesta a los delincuentes en Estados Unidos, Asia y África, puede considerarse una forma de sacrificio humano, en sentido amplio, por motivos de venganza y de intimidación de futuros criminales.

- Antropofagia: Ha resultado sumamente polémica la afirmación, a partir de las observaciones de Michael Harner, de que la institucionalización de los sacrificios humanos en Mesoamérica tenía como fin suplir las deficiencias proteínicas en la dieta de los habitantes de la región, dada la ausencia de grandes mamíferos domésticos.[32] En realidad, los aztecas habían domesticado tres especies de animales para consumir su carne: guajolote, pato criollo y perro. Además, aunque no domésticos, la gran cantidad de venado salvaje y otras fuentes de proteínas animales en la región reduce la credibilidad de la hipótesis que privilegia el canibalismo por razones alimenticias como explicación de los ritos sacrificiales. "La propia descripción de la forma de cocinar esta carne -como dice Sophie D. Coe-, de la cual estaba ausente Chile, sugiere que no se trataba de una comida ordinaria sino de un rito religioso".[33]